# NGC 3523
NGC 3523 је спирална галаксија у сазвежђу Змај која се налази на NGC листи објеката дубоког неба.
Деклинација објекта је + 75° 6' 57" а ректасцензија 11h 3m 6,7s. Привидна величина (магнитуда) објекта NGC 3523 износи 12,8 а фотографска магнитуда 13,6. NGC 3523 је још познат и под ознакама UGC 6105, MCG 13-8-53, CGCG 351-54, IRAS 10594+7523, PGC 33367.